# Bou Hamdane
Bou Hamdane là một đô thị thuộc tỉnh Guelma, Algérie. Dân số thời điểm năm 2002 là 4.517 người.